# Caroline Weir
Caroline Weir (Dunfermline, 20 juni 1995) is een Schots voetbalspeelster. Ze speelt als middenvelder en aanvaller voor Real Madrid in de Primera División.

## Clubcarrière
Weir groeide op in Dunfermline en begon haar voetbalcarrière in een lokaal jongensteam van Elgin Star FC tussen 2003 en 2005. Als middenveldster speelde ze in wedstrijden voor zeven spelers. Vaak scoorde ze en twee tot drie keer per wedstrijd, wat haar meermaals 'speelster van de wedstrijd' maakte.
Weird begon haar profcarrière in de jeugdopleiding van Hibernian op tienjarige leeftijd. In 2011 won ze de SWFL-speelster van het seizoen trofee. Ook maakte ze haar debuut in het eerste elftal van de club in mei 2011 in een wedstrijd tegen Glasgow City.
In juli 2013 voegde Weir zich bij de Engelse topclub Arsenal nadat ze haar middelbareschooltijd had afgerond. In haar periode bij Arsenal won ze de FA Women's Cup Ze verliet de club, mede omdat ze geen basisplaats wist te bemachtigen. Op 9 juli 2025 werd bekend dat Weir zich in de academie Bristol City had gevoegd. Na een jaar verliet ze de club na de degradatie en tekende ze een profcontract bij Liverpool. Tijdens haar periode bij de club werd Weir uitgeroepen tot 'speelster van het jaar'. Op 1 juni 2018 kondigde Manchester City aan dat het Weir had aangetrokken. Met Manchester City won ze de FA WSL Cup door haar oude club Arsenal na penalty's te verslaan. Weir werd na afloop van de wedstrijd uitgeroepen tot 'speelster van de wedstrijd'. In een wedstrijd tegen stadsgenoot Manchester United wist Weir op 7 september 2019 van 23 meter raak te schieten. Het doelpunt werd genomineerd voor een FIFA Puskás Award in 2020. Weir tekende op 31 januari 2020 een nieuw contract dat haar tot medio 2022 aan de Citizens verbonden hield. Op 29 november 2021 werd een doelpunt, opnieuw tegen Manchester United, opnieuw genomineerd voor een FIFA Puskás Award. Bijna een jaar later maakte ze een vergelijkbaar doelpunt van dezelfde afstand.
Op 7 juli 2023 maakte het Spaanse Real Madrid bekend Weir transfervrij aangetrokken te hebben. Kort erna werd bekend dat door regels voor speelsters van buiten de EU Weir niet eerder kon worden geregistreerd dan 30 juni. Een maand later maakte ze een doelpunt waarmee ze haar oude club Manchester City uitschakelde en zich met Real Madrid wist te plaatsen voor de groepsfase van de Champions League.
Tijdens een interlandperiode in september 2023 liep Weir een kruisbandblessure op. Hierdoor was ze een jaar uitgeschakeld. Kort na haar terugkeer in oktober 2024 wist ze tot scoren te komen in een Champions League wedstrijd tegen Celtic die Real Madrid met 4-0 wist te winnen. Het was de eerste keer dat ze een clubwedstrijd tegen een Schots team speelde sinds ze met Arsenal van Glasgow City won in de Champions League 2013/14, een paar maanden na haar overgang van Hibernian naar de Engelse competitie.
Op 3 december 2024 plaatste de Britse krant The Guardian Weir op de 83ste plek van een lijst van de 100 beste voetbalsters ter wereld in 2024. Ze zakte daarmee wel 39 plekken ten opzichte van haar plaats in 2023, voornamelijk door haar kruisbandblessure.

## Statistieken
| Seizoen | Club            | Land      | Competitie       | Wedstrijden | Doelpunten |
| ------- | --------------- | --------- | ---------------- | ----------- | ---------- |
| 2011    | Hibernian       | Schotland | Premier League   | 12          | 4          |
| 2012    | Hibernian       | Schotland | Premier League   | 19          | 9          |
| 2013    | Hibernian       | Schotland | Premier League   | 10          | 9          |
| 2013    | Arsenal         | Engeland  | Super League     | 7           | 10         |
| 2014    | Arsenal         | Engeland  | Super League     | 6           | 0          |
| 2015    | Arsenal         | Engeland  | Super League     | 3           | 0          |
| 2015    | Bristol City    | Engeland  | Super League     | 8           | 3          |
| 2016    | Liverpool       | Engeland  | Super League     | 16          | 7          |
| 2017    | Liverpool       | Engeland  | Super League     | 8           | 5          |
| 2017/18 | Liverpool       | Engeland  | Super League     | 17          | 1          |
| 2018/19 | Manchester City | Engeland  | Super League     | 18          | 5          |
| 2019/20 | Manchester City | Engeland  | Super League     | 16          | 3          |
| 2020/21 | Manchester City | Engeland  | Super League     | 20          | 8          |
| 2021/22 | Manchester City | Engeland  | Super League     | 19          | 6          |
| 2022/23 | Real Madrid     | Spanje    | Primera División | 28          | 19         |
| 2023/24 | Real Madrid     | Spanje    | Primera División | 1           | 0          |
| 2024/25 | Real Madrid     | Spanje    | Primera División | 26          | 10         |
| Totaal  | Totaal          | Totaal    | Totaal           | 234         | 89         |

Laatste update: 30 mei 2025

## Interlandcarrière
Weir maakte haar debuut voor het Schotse nationale team in een wedstrijd tegen IJsland in juni 2013. Ze behield haar plek in de volgende wedstrijd tegen Duitsland.
Met Schotland wist Weir zich te plaatsen voor het EK 2017 in Nederland, de eerste keer dat een Schots team hierin slaagde. In het derde groepsduel tegen Spanje maakte Weir her openingsdoelpunt en werd ze uitgeroepen tot 'speelster van de wedstrijd'.
Weir had een belangrijk aandeel in de kwalificatie van Schotland voor het WK 2019 in Frankrijk. Tijdens een wedstrijd tegen Ierland miste Weir een penalty. Door haar kruisbandblessure werd Weir pas weer opgeroepen in oktober 2024.

## Privé
Weir trouwde op 21 juni 2024 met Josh Emerson.
- Gemeinsame Normdatei: 129736337X
- Virtual International Authority File: 7796169084868890310001